# Boldog
Boldog är en ort i Ungern.   Den ligger i provinsen Heves, i den centrala delen av landet, 50 km öster om huvudstaden Budapest. Boldog ligger 112 meter över havet och antalet invånare är 3 131.
Terrängen runt Boldog är platt. Runt Boldog är det ganska tätbefolkat, med 67 invånare per kvadratkilometer. Närmaste större samhälle är Hatvan, 7,1 km norr om Boldog. Trakten runt Boldog består till största delen av jordbruksmark.